# Frédéric de Saxe-Lauenbourg
Frédéric de Saxe-Lauenburg (allemand : Herzog Friederich von Sachsen, Engern und Westfalen, familièrement de Saxe-Lauenburg) (1554-1586), est un Chanoine à la Cathédrale de Strasbourg, Chorévêque à la Cathédrale de Cologne et prévôt, une fonction, comprenant la présidence du chapitre, à la Cathédrale de Brême.

## Biographie
Il est le plus jeune enfant de François Ier de Saxe-Lauenbourg et son épouse Sibylle de Saxe, fille du duc Henri IV de Saxe et de sa femme, Catherine de Mecklembourg. De ses six frères, lui et Henri de Saxe-Lauenbourg (1550-1585) ont suivi la carrière ecclésiastique. Frédéric est élevé comme luthérien, mais instruit comme catholique. Avec Henri, il étudie à l'Université de Cologne avec le professeur Conrad Betzdorf, qui l'héberge lui et de son frère, et est leur mentor.
Henri est le Prince-Archevêque de Brême (comme Henri III, 1567-1585), Prince-Évêque d'Osnabrück (comme Henri II, 1574-1585) et de Paderborn (comme Henri IV, 1577-1585). Comme Prince-Évêque de Paderborn, Henri succède à Salentin d'Isenberg en 1577. Il est le premier archevêque à se convertir au Luthéranisme et à conserver sa place. En 1575, il épouse Anna von Broich à Hagen im Bremischen, la fille d'un conseiller à la ville de Cologne, et meurt en 1585 dans un accident équestre dans Vörde.
Frédéric succéda à Brême au prévôt de la cathédrale Louis de Varendorf en 1570, tandis que son frère Henri officie en tant qu'administrateur de Brême, Frédéric est suivi par le prévôt Théodore von Galen. Au cours de la Guerre de Cologne (1583-1589), il lève une armée pour combattre pour la faction Catholique du chapitre de la cathédrale. Il joue un rôle dans la sécurisation de la ville de Kaiserswerth en 1583 pour Ernest de Bavière, le rival des électeurs-archevêques de Cologne.
En 1586, au cours de la Campagne de Cologne Supérieur de l'Électorat-Archevêché à Hülchrath, il fait partie des troupes de Ferdinand. Dans l'attaque sur le château, les bavarois sont repoussés, mais il est lui-même mortellement blessé. Il est mort à Cologne, peu de temps après la bataille.